# Михаил Франгов
Михаил Кръстев Франгов е български аптекар и общественик, деец на Българските акционни комитети в Македония.

## Биография
Роден е в 1908 година Битоля в семейството на българския аптекар Кръстю Франгов. В 1937 година завършва фармация в Загребския университет.
В 1941 година Гичев участва в създаването на Българските акционни комитети и е избран за съветник в местния комитет в родния му град.